# Província d'Eskişehir
Eskişehir ("ciutat vella" en turc) és una província a la part nord-occidental de Turquia. Les seves províncies adjacents són Bilecik al nord-oest, Kütahya a l'oest, Afyon al sud-oest, Konya al sud, Ankara a l'est, i Bolu al nord. La capital provincial és Eskişehir. La majoria de la província se situa a la Regió d'Anatòlia Central. Parts del nord de districte de Mihalıççık i una part de Mihalgazi i Sarıcakaya van romandre a la Regió de la Mar Negra i Han, una d'elles, va romandre a la Regió de l'Egeu.
Eskişehir és una antiga, i culturalment desenvolupada, província de Turquia. Té una població de 755,427 habitants. Eskişehir té 2 universitats, l'Eskişehir Osmangazi Üniversitesi (ESOGU) i l'Anadolu Üniversitesi, que és la universitat més gran de Turquia i que té algunes sucursals a Europa.

## Districtes
La província Eskişehir es divideix en 14 districtes dos dels quals s'inclouen de fet en el municipi més gran d'Eskişehir (es mostren en negreta).
- Odunpazarı
- Tepebaşı
- Alpu
- Beylikova
- Çifteler
- Günyüzü
- Han
- İnönü
- Mahmudiye
- Mihalgazi
- Mihalıççık
- Sarıcakaya
- Seyitgazi
- Sivrihisar

## Gent d'Eskişehir
La població d'Eskişehir té un nivell d'alfabetització alt per a Turquia (aproximadament un 99%). Moltes universitats i instal·lacions militars estan situades dins i al voltant de la ciutat. Els estudiants tècnics turcs es concentren a les universitats d'Eskişehir. Els problemes infraestructurals s'han resolt parcialment el 2004 amb la construcció d'un sistema de tramvies.

## Història
Sultanönü és el nom històric de la regió turca d'Eskişehir.
Sota els rumí fou un sübaşilik i Kaykubad III va concedir la zona en feu a Osman Ghazi, que temps després va concedir la província al seu fill Orhan. Fou el primer sandjak (o liwa) otomà (províncies modernes d'Eskişehir i Bilecik), part del begleberlik d'Anadolu i després de l'eyalat d'Anadolu. El sandjak tenia diverses nahiyeler que al segle xvi eren Eskişehir, Karadjaşehir, Seydi Ghazi, Günyüz, Inönü i Bilecik. Va existir fins al temps del Tanzimat (1839–1876), quan es va produir la reforma administrativa.
Eskişehir, i les ciutats veïnes foren l'àrea d'assentament essencial per als descendents dels fundadors de l'Imperi Otomà, fa aproximadament 1000 anys. Molts pobles de la província duen els noms de tribus/clans turcs des d'aquells temps. Algunes persones a la ciutat d'Eskişehir fan remuntar el seu origen familiar a Crimea i el Caucas; alguns venen de ciutats antigues circumdants; com Sivrihisar; i algunes són pobladors naturals de la zona turquificats des de temps antics (frigis i gàlates).

## Escuma de mar
Eskiehir és internacionalment coneguda com la font d'escuma de mar, una pedra espumosa blanca que es fa servir per fer pipes de fumar. S'anomena lületaşı' en turc.